# Espejo de Mangin

Ejemplo de una lente catadióptrica que utiliza "espejos mangin" en la parte trasera (Minolta RF Rokkor-X 250 mm f/5.6)

En óptica, un espejo Mangin es una lente de menisco negativo con la superficie reflectante en la parte posterior del vidrio formando un espejo curvo que refleja la luz sin aberración esférica. Este reflector fue inventado en 1876 por el oficial francés Alphonse Mangin como un reflector catadióptrico mejorado para luces de búsqueda y también se usa en otros dispositivos ópticos.

## Descripción
La construcción del espejo Mangin consiste en una lente cóncava (menisco negativo) hecha de vidrio de corona con superficies esféricas de diferentes radios con el revestimiento reflectante en la superficie trasera menos profunda. La aberración esférica producida normalmente por la superficie del espejo esférico simple se compensa con la aberración esférica opuesta producida por la luz que viaja a través de la lente negativa. Dado que la luz atraviesa el vidrio dos veces, el sistema actúa como una lente triple. El espejo Mangin fue inventado en 1876 por un ingeniero militar francés llamado Coronel Alphonse Mangin como sustituto del espejo reflector parabólico más difícil de fabricar para usar en reflectores. Dado que el diseño catadióptrico eliminó la mayor parte de la aberración fuera del eje que se encuentra en los espejos parabólicos, los espejos Mangin tenían la ventaja adicional de producir un haz de luz casi paralelo. Vieron su uso a fines del siglo XIX como reflectores para luces de búsqueda navales. Su uso en aplicaciones militares fue limitado, ya que se pensaba que los reflectores de vidrio de cualquier tipo eran demasiado frágiles y susceptibles a los disparos enemigos.

## Aplicaciones
Los espejos Mangin se utilizan en la iluminación y la formación de imágenes ópticas, como luces de búsqueda, faros, miras de aviones y pantallas montadas en la cabeza. Muchos telescopios catadióptricos usan lentes negativas con una capa reflectante en la superficie posterior que se denominan «espejos de Mangin», aunque no son objetivos de un solo elemento como el Mangin original, y algunos, como el telescopio hamiltoniano, son más de 60 años anteriores a la invención de Mangin. Los espejos catadióptricos similares al Mangin se encuentran en los telescopios Klevtsov-Cassegrain, Argunov-Cassegrain y el telescopio medial Schupmann de Ludwig Schupmann. También se utilizan en diseños de lentes fotográficas catadióptricas compactas que ahorran masa ya que la aberración puede corregirse con el propio espejo. Los espejos Mangin también se utilizan en correctores nulos, que se utilizan para fabricar grandes espejos asféricos.